# 4am Friday
4am Friday is het derde studioalbum van de Amerikaanse punkband Avail. Het album is vernoemd naar het tijdstip en de dag waarop de bandleden hoorden dat hun vriend, Bob Baynor (lid van de band Maximillian Colby) was overleden. Het nummer F.C.A. gaat ook over Bob. Het album is uitgegeven in 1996 door Lookout! Records en nog een keer uitgegeven in 2006 door Jade Tree Records. Op de heruitgave staat ook het album Live at the Bottom of the Hill in San Francisco.

## Nummers
| Oorspronkelijke uitgave 1. "Simple Song" - 3:12 2. "Order" - 1:36 3. "Tuesday" - 2:29 4. "92" - 1:41 5. "McCarthy" - 2:27 6. "(Ben)" - 0:31 7. "Monroe Park" - 1:28 8. "Armchair" - 1:34 9. "Fix" - 2:07 10. "Blue Ridge" - 2:34 11. "Swing Low" - 1:13 12. "F.C.A." - 1:44 13. "Hang" - 2:44 14. "Governor" - 1:58 15. "Nameless" - 2:42 | Bonustracks 1. "South Bound 95" - 1:32 2. "Stride" - 2:55 3. "Order" - 1:46 4. "Tuning" - 2:31 5. "Fix" - 2:12 6. "FCA" - 2:24 7. "Pinned Up" - 2:41 8. "Nickel Bridge" - 1:46 9. "Simple Song" - 3:07 10. "Clone" - 2:19 11. "Nameless" - 3:22 12. "Scuffle Town" - 1:19 13. "Blue Bridge" - 3:55 14. "Virus" - 2:35 15. "Model" - 3:54 |